# Colotois virescens
Colotois virescens är en fjärilsart som beskrevs av Schnaider 1950. Colotois virescens ingår i släktet Colotois och familjen mätare. Inga underarter finns listade i Catalogue of Life.